# Bedford-getijdenboek

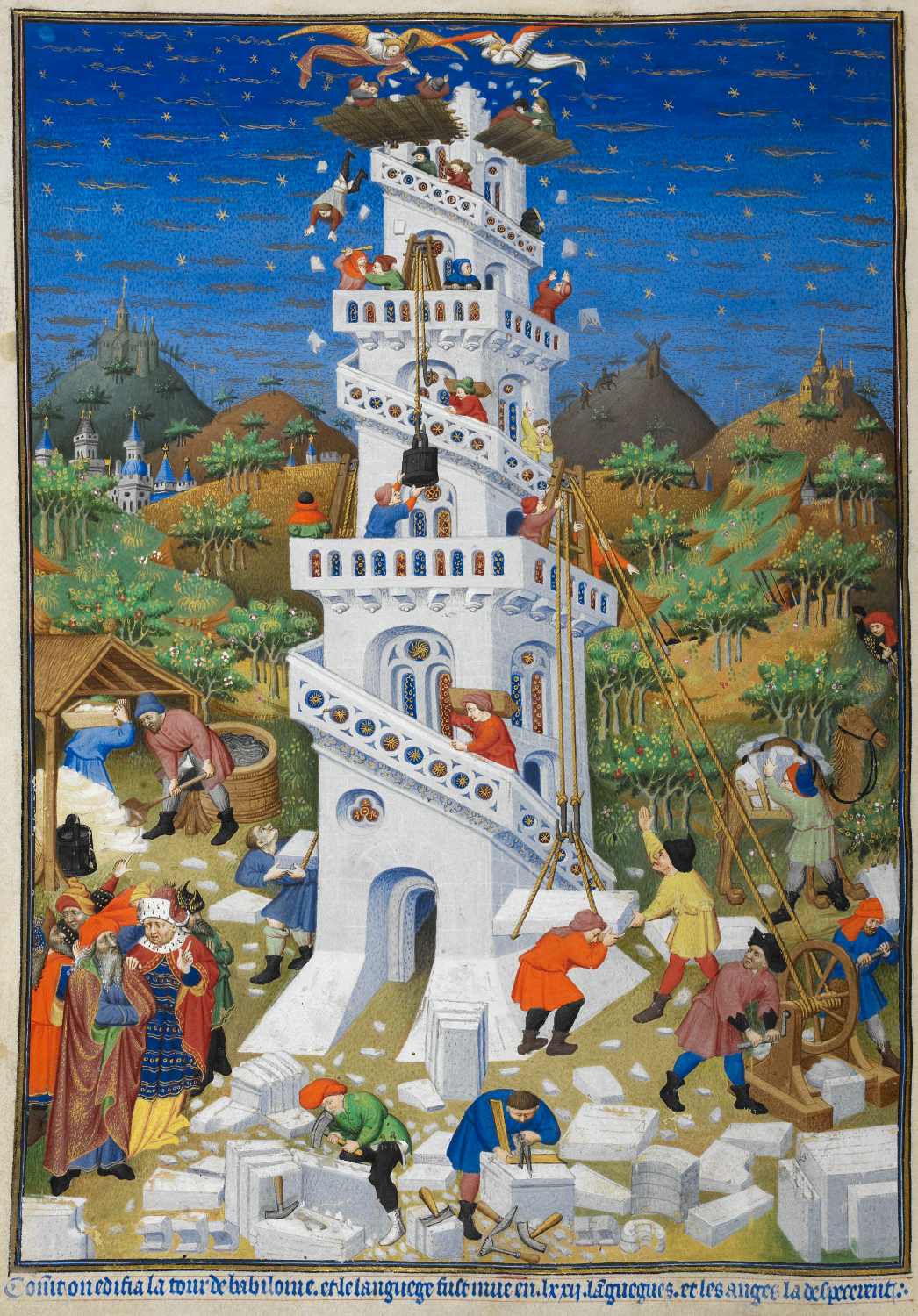
De bouw van de toren van Babel uit het Bedford-getijdenboek, 1423, British Library, Londen

Het Bedford-getijdenboek (Engels: Bedford Hours) is een getijdenboek uit het begin van de 15e eeuw. Het is, van de getijdenboeken die bewaard zijn gebleven, een van de rijkst geïllustreerde. Het werd verlucht door de meester die we kennen onder de noodnaam van de Bedford-meester, zo genoemd naar de eerste eigenaar van het boek, hertog Jan van Bedford (20 juni 1389 - 14 september 1435).

## Geschiedenis
Het Bedford-getijdenboek was omstreeks 1423 eigendom van hertog Jan van Bedford en zijn vrouw Anna van Bourgondië (1404-1432). Jan van Bedford, een jongere broer van koning Hendrik V van Engeland, was de regent van de Engelse kroon voor de Franse gebieden van 1422 tot 1435 tijdens de minderjarigheid van Hendrik VI.
In de literatuur vindt men nog dikwijls het verhaal dat het boek besteld werd voor het huwelijk van Anne van Bourgondië met de hertog in 1423, omdat hun portretten zijn opgenomen in het handschrift, maar tegenwoordig zijn de meeste auteurs het erover eens dat het boek 10 jaar ouder is en dat de originele opdrachtgever iemand anders was. Wapenschilden op de beginpagina’s wijzen in de richting van Karel VI van Frankrijk, misschien was zijn zoon Lodewijk van Guyenne de originele opdrachtgever. Lodewijk van Guyenne was na het overlijden van zijn oudere broers, de dauphin.
Een andere hypothese is dat het handschrift zou gemaakt zijn in opdracht van Jan zonder Vrees (1371-1419) en dat diens zoon Filips de Goede (1396-1467), het aan zijn zus Anne zou geschonken hebben ter gelegenheid van haar huwelijk met Jan van Bedford, maar de deskundigen zijn het er eigenlijk alleen over eens dat ze het niet met zekerheid kunnen vaststellen.
In 1430, zeven jaar na haar huwelijk, schonken Anne en Jan, op initiatief van Anne, het handschrift als kerstgeschenk aan Hendrik VI, die toen 9 jaar was en met hen in Rouen verbleef naar aanleiding van zijn kroning tot koning van Frankrijk. Deze overdracht is in het handschrift zelf genoteerd op de pagina die voorafgaat aan de volbladminiatuur die hertog Jan in gebed voorstelt.
Het handschrift dook daarna op in Frankrijk in het bezit van Hendrik II van Frankrijk en zijn vrouw Catharina de' Medici, waarschijnlijk daar terechtgekomen via Margaretha van Anjou (1430-1482) de weduwe van Hendrik VI. Op folio 15v, dat origineel de wapens van Jan van Bedford en Anne van Bourgondië toonde, zijn de wapens en de banderollen met de deviezen, overschilderd met de wapens van Henri II en Catherina de Medici. Het strooiveld van boomstronken en de laurierboom waaraan de wapenschilden zijn opgehangen, respectievelijk de symbolen voor Jan van Bedford en Anne van Bourgondië, zijn wel bewaard.
In de 18e eeuw vinden we het handschrift terug in de handschriftencollectie van de tweede “Earl of Oxford and Mortimer”, Edward Harley (1689-1741) die het kocht van de weduwe van Robert Worsley of Appuldurcombe House op het eiland Wight. In 1753 werd deze verzameling door het Britse parlement aangekocht voor het nieuw opgerichte British Museum, maar de "Bedford Hours" bleven in de familie namelijk bij de dochter van Edward, Margaret Cavendish (1715-1785) Hertogin van Portland. Zij verkocht het werk in 1786 aan James Edwards een boekhandelaar in Pall Mall, Londen. In 1815 wordt het gekocht door George Spencer Churchill (1766-1840) de 5e hertog van Marlborough en de betovergrootvader van Winston Churchill de oorlogspremier van Engeland in de Tweede Wereldoorlog. Van de familie Spencer Churchill werd het gekocht door John Turbin (1763-1851) wiens zoon het verkocht aan de British Museum Library in 1852. Vandaag wordt het bewaard in de British Library in Londen als Ms.18850

## Beschrijving
Het handschrift telt 289 folia van 263 x 184 mm plus één bifolium met het wapen en aanmerkingen van Edward Harley tweede graaf van Oxford en Mortimer (zie bij 'Geschiedenis').
Het heeft 38 grote miniaturen en 1250 uitgewerkte medaillons in de margeversiering. Van de miniaturen zijn er vijf volbladminiaturen en twee volbladminiaturen met marges. De 31 overige miniaturen staan in een venster met bovenaan een boog en hebben rondom margeversiering. Met de marges vullen ze bijna het ganse blad op enkele lijnen tekst na. Het handschrift bevat verschillende wapenschilden.
Het is geschreven in het Latijn volgens het liturgisch gebruik van Parijs met een aantal gebeden in het Frans. De tekst is geschreven met zwarte inkt en een gotisch textura schrift en een tekstblok bevat zestien lijnen; zeventien op de kalenderpagina's.
Elke pagina van het handschrift is versierd en telt minstens 2 van de 1250 medaillons, één in de ondermarge en één in de buitenrand. In die medaillons vindt men de illustratie van de Bijbel, voornamelijk uit het het Nieuwe Testament. Ter illustratie van de medaillons die op elke bladzijde te vinden zijn, is een verklarende tekst in het Frans toegevoegd in het blauw, en in goudinkt. De verklarende teksten bij de volbladminiaturen zijn in het blauw en in het rood.

## Inhoud
Het handschrift heeft de gebruikelijke kalender (ff. 1-12), de uittreksels uit de vier evangelies (Johannes f19r; Lucas f20r; Mattheus f22r en Marcus f24r) de gebeden 'Obsecro te' (f25r) en 'O intemerata' (f28r) tot Onze Lieve Vrouw, de Getijden van Onze Lieve Vrouw (ff.32r -95v) en de zeven Boetepsalmen (ff.96r e.v.) met de litanie (ff.108r e.v.).
Daarna komen de bijzondere getijden voor de dagen van de week namelijk:
- voor de zondag: de getijden van de Heilige Drievuldigheid ff.113v e.v.
- voor de maandag: de getijden van de doden ff.120r e.v.
- voor de dinsdag: de getijden van alle heiligen ff.126r e.v.
- voor de woensdag: de kleine getijden van de Heilige Geest ff.132 e.v.
- voor de donderdag: de getijden van het Heilig Sacrament ff. 138r e.v.
- voor de vrijdag: de kleine getijden van het Heilig Kruis ff.144r e.v.
- voor de zaterdag: de getijden van de Heilige Maagd ff.150v e.v.

Hierna volgen het Officie of Vigilie van de doden (ff157r e.v.) en nog een aantal gebeden in het Frans (ff. 199 e.v.) en een volledig officie van de Passie van Onze Heer Jezus Christus (ff. 208r e.v.). Het officie van de passie wordt gevolgd door het passieverhaal uit het evangelie van Johannes (ff.253 e.v.) en de suffragia (gebeden tot de heiligen ff.260-275). De suffragia worden voorafgegaan door de afbeelding van Jan van Bedford op folio 256 verso en van Anne van Bourgondië op folio 257 verso. Jan wordt afgebeeld met St. Joris en Anne biddend tot de heilige Anna, de heilige Maagd en het Christus kind. Op de folio's 255 verso en 256 recto vinden we de tekst over de schenking van het boek aan Hendrik VI. Het handschrift eindigt met de miniatuur van de legende van de 'Fleur de Lys' die aan Clovis wordt gegeven op folio 288 verso en nog een Franse tekst die aanvangt met 'Pour plus tenir foy chretienne...' op folio 289.
Tussen de kalender en de evangelies zijn er aan aantal volblad miniaturen toegevoegd met taferelen uit het Bijbelboek Genesis en een folio (f15v) met de symbolen van Jan van Bedford (boomstronken) en Anne van Bourgondië (laurierboom).

## De verluchting

### De kunstenaars
Het werk is een hoogtepunt van de internationale gotiek, maar de renaissance kondigt zich duidelijk aan. Het werk is ook een voorbode van het Vlaamse realisme dat zijn hoogtepunt zal kennen met de Vlaamse Primitieven en in het bijzonder met de gebroeders van Eyck. Stilistisch gezien zijn de meeste van de grote miniaturen in het handschrift van één hand, een verluchter die de noodnaam kreeg van de "Bedford-meester" naar de eerst bekende eigenaar van het getijdenboek. De Bedford-meester had samengewerkt met de Boucicaut-meester alias Jacob Coene, een Bruggeling, en moet op die manier vertrouwd geweest zijn met de nieuwe tendenzen in Vlaanderen. Karakteristiek voor de Bedfordmeester zijn de eerder bleke en zachte kleuren en de kleurgradaties. Zijn penseelwerk staat dicht bij de schildertechniek en de menselijke figuren die hij schildert zijn vloeiend gemodelleerd, de kleding is mooi gedrapeerd en sleept dikwijls over de grond. Sommigen identificeren de Bedfordmeester met Haincelin van Haguenau, een miniaturist uit de Elzas, wiens aanwezigheid in Parijs tussen 1403 en 1425 na te wijzen is. Haincelin werkte trouwens voor de dauphin Louis de Guyenne.
Van de genesisminiaturen is de miniatuur van het aardse paradijs ook toe te schrijven aan deze meester. De andere genesisminiaturen zijn zeker niet van hem. De tekenstijl is veel 'harder', de kleurvlakken zijn homogeen en het kleurenpalet verschilt grondig. Deze miniaturen worden toegeschreven aan de 'Meester van de Gouden Legende van München' en/of aan de 'Fastolf meester'.
De miniaturen in de medaillons met onder meer de illustraties uit het Nieuwe Testament zijn waarschijnlijk afkomstig van kunstenaars uit de kring van de Boucicaut-meester. Ze worden door König toegeschreven aan de Meester van Guy de Laval en de Meester van de Cité des Dames.

### De margeversiering
Volgens Koning zijn er drie stijlgroepen van margeversiering. Bij de eerste werden de marges doorgekopieerd van de recto zijde op de verso zijde van de folio. De tweede stijlgroep die is terug te vinden in katern 22 (ff.160-167v) is waarschijnlijk een voorstudie geweest van hoe de margeversiering zou worden. De derde groep is gebruikt voor het overgrote deel van het boek. In dit derde type zijn de omrandingen van de medaillons in de buiten- en ondermarge geïntegreerd in de eigenlijke margeversiering. De Bedford Meester is een van de eersten die acanthus bladeren introduceert in de margeversiering. Dat katern 22 uit de toon valt is ook te zien aan de inhoud van de medaillons. De verhaallijn in de medaillons gaat van folio 159 verso naadloos verder op folio 168 recto. De medaillons in katern 22, die waarschijnlijk later zijn toegevoegd, werden gevuld met apostelen, profeten en heersers uit de antieke tijden.

### De medaillons
Zoals al eerder gezegd heeft elke tekstpagina minstens een medaillon in de buitenrand en een medaillon in de ondermarge. De medaillons vertellen het verhaal van het Nieuwe Testament vanaf folio 19 verso tot folio 253 geïnspireerd op de Speculum Humanae Salvationis. Dit werk vertelde het leven van Christus en de Heilige Maagd, gebaseerd op het Nieuwe Testament, en maakte de vergelijking met volgens de middeleeuwers analoge verhalen uit het Oude Testament. De beeldencyclus toont de evangelies, de 'Handelingen van de Apostelen', de epistels en de Apocalyps van Johannes. De miniaturen van de medaillons hebben op de tekstbladzijden geen rechtstreeks verband met de inhoud van de tekst.

De inhoud van de medaillons is als volgt over het boek verdeeld:
- f19: De kindsheid van Jezus
- f32: De prediking in Parabels
- f71: De Prediking van het laatste oordeel, de passie en de verrijzenis
- f96: De handelingen van de apostelen
- f150: De epistels (zoals hierboven gezegd was de volgorde tussen ff.160 en 167v onderbroken)
- f170: De Apocalyps

Vanaf folio 253 wordt er plots overgeschakeld op Oudtestamentische scènes. De medaillons in de suffragia en de daarop volgende missen zijn gerelateerd aan de tekst.

### Het verluchtingsprogramma

#### De kalender
De kalenderpagina's zijn versierd met dezelfde marges als de andere tekstpagina's. Het is uiteraard een 'Franse kalender' waar voor elke dag van de maand een heilige of feest wordt opgegeven. In de Vlaamse kalenders is dit niet het geval. De kalender (ff. 1-12)) is versierd met twee miniaturen op elke recto bladzijde onderaan het tekstblok. Op de verso zijde worden medaillons gebruikt. Op de recto zijde vinden we in de medaillon in de rechter marge een miniatuur die de naam van de maand verklaart, bijvoorbeeld de antieke godheid Januarius voor januari. Onderaan het tekstblok vinden we twee 'rechthoekige medaillons' met links de werken van de maand en rechts het dierenriem teken. Op de versozijde vinden we twee medaillons die gebeurtenissen tonen die verbonden zijn met de maand. Eleanor Spencer merkte op dat de kaders van de kalenderminiaturen niet zijn afgewerkt. Boorden worden meestal samengesteld uit een dubbele lijn, de buitenste in goud en de binnenste in kleur en meestal zwart afgelijnd. Dit werd gedaan om de onregelmatigheden in de goudrand en in de achtergrondkleuring van de miniatuur te verbergen. Deze binnenkader ontbreekt in de Bedford getijden.

#### De Genesisprenten

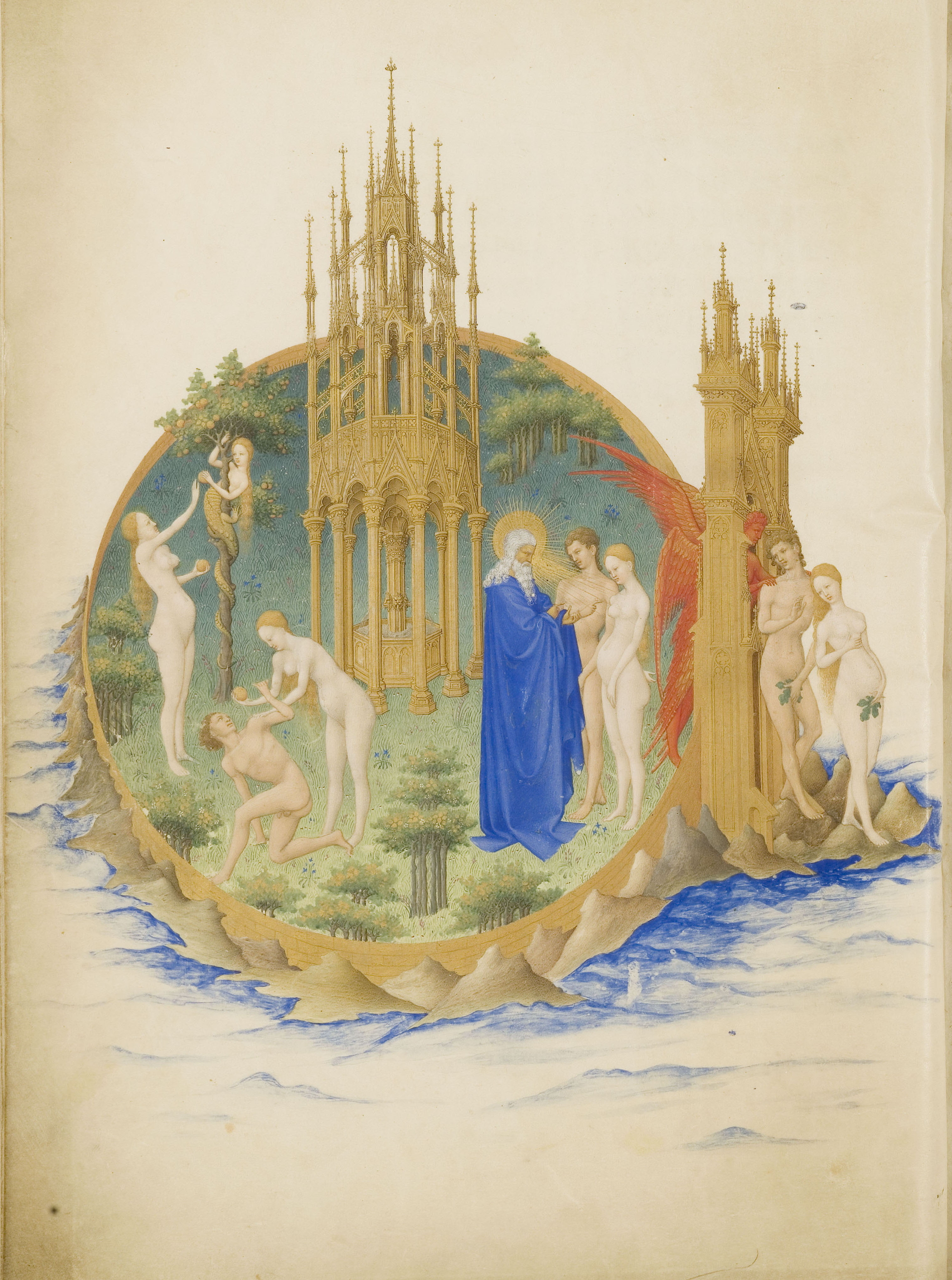
Het aards paradijs uit de Très Riches Heures - Chantilly, Musée Condé, hs. 65, fol. 10v

De Genesisprenten zijn enkele bladgrote miniaturen die achteraf aan het handschrift zijn toegevoegd. Ze hebben in tegenstelling tot de andere miniaturen geen margedecoratie. Ook het formaat van deze miniaturen verschilt sterk van de andere grote miniaturen in het handschrift. Deze miniaturen zijn steeds voorzien van enkele regels tekst, terwijl de Genesisminiaturen de volledige bladzijde beslaan met alleen een onderschrift in het Frans.
- f14v Het verhaal van de zondeval (Gebaseerd op het gelijknamige tafereel in de hiernaast getoonde Très riches Heures van de Gebroeders Van Limburg.
- f15r Heraldische miniatuur. Op een strooiveld van boomstronken groeit op de voorgrond een laurierboom waaraan twee wapenschilden hangen. De boomstronk is het symbool van Jan van Bedford en de laurier staat voor Anne van Bourgondië. Origineel stonden op de wapenschilden de wapens van Jan van Bedford en Anne van Bourgondië en op de banderollen hun deviezen. Die werden later overschilderd met de wapens en deviezen van Henri II en Catherina de Medici. Critici zouden kunnen opwerpen dat het evengoed de wapens van Hendrik IV van Frankrijk zouden kunnen zijn die eveneens getrouwd was met een "de Medici", namelijk Maria de' Medici. We kunnen echter zeker zijn van Hendrik II dankzij de wassende maantjes die bij zijn wapenschild werden geplaatst. Ze verwijzen namelijk naar het wapen van Diane de Poitiers, de maîtresse van Henri II.

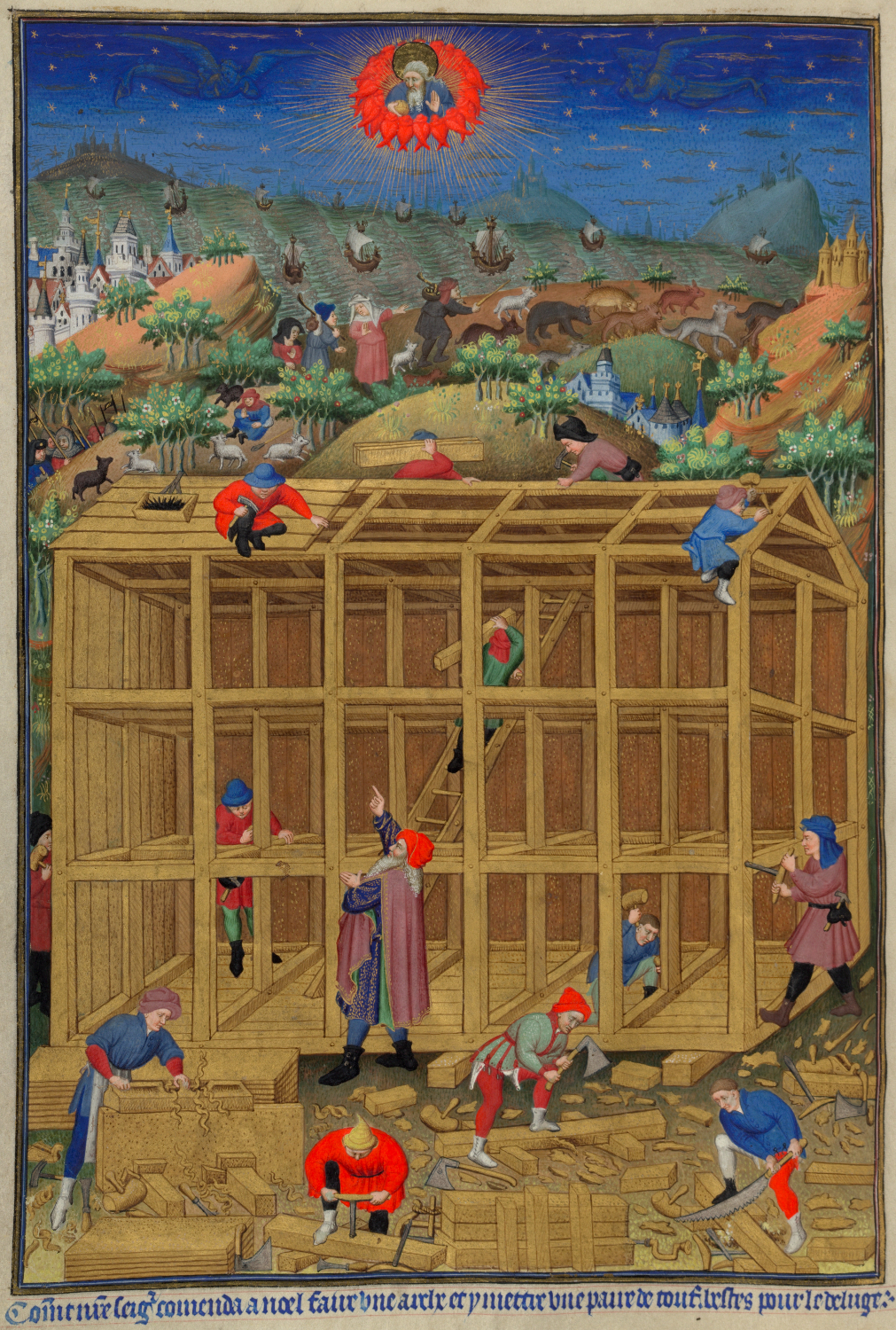
Het bouwen van de ark uit het Bedford-getijdenboek, 1423, British Library, Londen

- f15v De bouw van de ark van Noach. Deze prent illustreert het verhaal van de zondvloed uit Genesis. De compositie is vergelijkbaar met de fresco's van Bartoli di Fredi in de collegiale van San Gimminiano.
- f16v Het verlaten van de ark van Noë. Nadat de ark gestrand is op het 'Araratgebergte' (oostgrens van Turkije) verlaat Noë met zijn familie en de dieren de ark. Het water van de zondvloed is nog steeds te zien evenals de verdronken steden en hier en daar lichamen die in het water drijven.
- f17v De bouw van de toren van Babel. Dit is zonder meer de meest bekende miniatuur uit het Bedford-getijdenboek. Ironisch genoeg is deze miniatuur evenals die van de bouw van de ark en de miniatuur van het verlaten van de ark niet het werk van de Bedford Meester.[1] König suggereert dat deze miniaturen het werk zouden zijn van de 'Meester van de Gouden Legende van München' of van de 'Fastolf meester'.

#### De evangelies
De evangelies worden ingeleid met een miniatuur van de betrokken evangelist.
- f19r Johannes
- f20v Lucas
- f22r Mattheus
- f24r Marcus

#### HetMariagetijde
Het "Obsecro te" (f25) en "O intemerata" (f28) die aan de Mariagetijden voorafgaan hebben geen volbladminiatuur maar een gehistorieerde initiaal.
De getijden van de heilige maagd zijn verlucht in de traditie van het Franse verluchtingsprogramma namelijk:
- f32r Metten: Annunciatie
- f54v Lauden: Visitatie
- f65r Priem: De geboorte van Christus
- f70v Terts: Verkondiging aan de herders
- f75r Sext: Aanbidding der wijzen
- f79r None: Opdracht in de tempel
- f83r Vespers:	Vlucht naar Egypte
- f89v Completen: De dood en kroning van de Heilige Maagd

#### De getijden van de weekdagen
Bij de getijden voor de weekdagen is steeds het begin van het getijde met een miniatuur versierd. We vinden achtereenvolgens:
- f113v: zondag: De Heilige drievuldigheid (De getijden van de Heilige Drievuldigheid)
- f120r: maandag: Een dodenwake in een kerk (De getijden van de doden)
- f126r: dinsdag: De kroning van Maria met een groep heiligen erbij (De getijden van alle heiligen)
- f132r: woensdag: Het pinkstergebeuren (De getijden van de Heilige Geest)
- f138r: donderdag: Het laatste avondmaal (De getijden van het Heilig Sacrament)
- f144r: vrijdag: Kruisiging (De getijden van het Heilig Kruis)
- f150v: zaterdag: Madonna met de mantel (De getijden van de Heilige Maagd)

#### De getijden van de passie
De getijden van de passie hebben de volgende verluchting, die ook vrij standaard is voor de kruis- of passiegetijden
- f208 Metten: De gevangenneming van Christus in de hof van olijven
- f221 Lauden: De judaskus of het verraad van Christus
- f227 Priem: Chistus voor Pilatus
- f230 Terts: Geseling van Christus
- f235 Sext: Kruisdraging
- f240 None: Kruisiging
- f245 Vespers: Kruisafname
- f249 Completen: Graflegging

#### Overige miniaturen

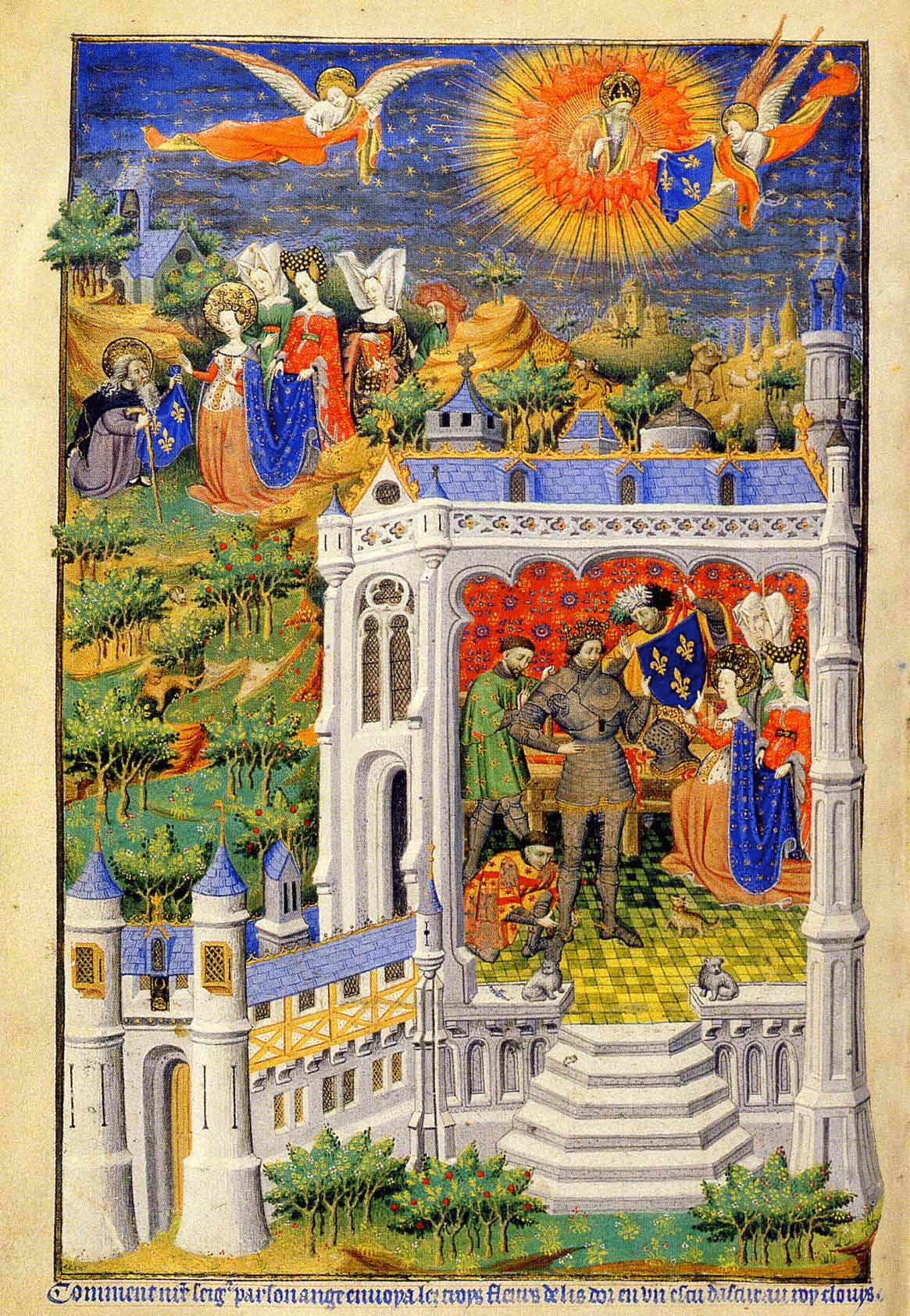
De legende van de ‘Fleur de Lys’ uit het Bedford-getijdenboek, 1423, British Library, Londen

Naast de twee bijzonderste cycli vinden we in het handschrift nog de volgende miniaturen terug:
- f96r David en Batseba - ter inleiding van de boetepsalmen.
- f157v Het laatste oordeel - ter inleiding van De vigilie van de doden.
- f199v Maagd met kind - Franse gebeden (Quinze joies ...)
- f204v Genadestoel - Franse gebeden (Sept requêtes ...)
- f256v Jan van Bedford in gebed tot de heilige Joris. De portretten van Jan van Bedford en van Anne van Bourgondië zijn zeer realistisch en kunnen gezien worden als voorlopers van de portretkunst van de 16e eeuw.
- f257v Anne van Bourgondië in gebed met haar patroonheilige St. Anne, de H. Maagd en het kind Jezus
- f288v De legende van de ‘Fleur de Lys'.